# 拟刺茄
拟刺茄（学名：Solanum sisymbriifolium），又名二裂星毛刺茄、蒜芥茄，为茄科茄属下的一个种。该物种原产于南美洲，并被引入到世界各地。

## 扩展阅读
- 維基物種上的相關：拟刺茄